# Rideau (kanal)
Kanal Rideau (engleski: Rideau Canal, francuski: Canal Rideau) je 202 km dug kanal koji povezuje gradove Ottawu na rijeci Ottawa i Kingston na jezeru Ontario u kanadskoj pokrajini Ontario (Kanada). Nazvan je po rijeci Rideau koja je opet dobila ime po francuskom izrazu za „zavjesu” jer njezini dvojni slapovi izgledaju poput zavjese na mjestu gdje se ulijevaju u rijeku Ottawu. 
Kanal je izgrađen zbog tadašnje opasnosti rata sa SAD-om i iskoristio je prirodne tokove rijeka Rideau i Cataraqui, te nekoliko jezera. Otvoren je 1832. godine i do danas je sačuvao većinu izvornih struktura (ustave, brane, pa čak i utvrde), te predstavlja najočavaniji i najstariji umjetni kanal u stalnoj uporabi u Sjevernoj Americi. Zbog toga je upisan na UNESCO-ov popis mjesta svjetske baštine u Sjevernoj Americi 2007. godine.

## Povijest
Nakon Američkog rata za neovisnost na tisuće Amerikanaca lojalnih britanskoj kruni se preselilo na sjever u Kanadu. Jedno od područja koje su naselili bilo je plodno područje između rijeka Cataraqui i Rideau, gdje su podigli mnoge vodenice, ali brzina ovih divljih rijeka nije omogućavala plovidbu, što je otežavalo gospodarski razvoj područja.
Britansko-američki rat (1812. – 15.) pokazao je sve slabosti obrane ovog područja od SAD-a i došlo se na ideju izgradnje kanala koji bi povezao utvrde u Montrealu i Kingstonu, te im omogućio pristizanje zaliha iz Ottawe u slučaju američke opsade, zaobivši neobranjivi dio rijeke sv. Lovrijenca koja graniči s američkom državom New York.
Izgradnju kanala je nadgledala Kraljevska inženjerija, a gradili su ga privatni izvođači koji su koristili radnu snagu tisuća frankokanadskih starosjedilaca i irskih doseljenika. Gradnja je trajala od 1826. do 1832. godine i svojom cijenom od 822.000 £ daleko je premašila izvornu procjenu troškova, zbog čega je upravitelj izgradnje, potpukovnik John By morao odgovarati pred britanskim parlamentom.
Iako nakon izgradnje kanal nikada nije korišten u vojne svrhe, odigrao je presudnu ulogu u osiguranju kanadskih granica, što je omogućilo daljni razvoj države Kanade. Odmah nakon njegova otvaranja njime su doputovali deseci tisuća emigranata s istoka u Gornju Kanadu, a dragocjene sirovine iz Gornje Kanade su transportirane do Montreala. Tako je 1830-ih i 1840-ih Montreal bio vodeća sjevernoamerička luka, natjecajući se s New Yorkom koji je imao kanal Erie sagrađen 1925. god.
Kanal je također imao i gospodarsku ulogu jer je njime bilo lakše ploviti nego rijekom sv. Lovrijenca koja je imala brojne brzake između Montreala i Kingstona. Stoga je kanal Rideau postao trgovačka žila-kucavica koja je povezivala Montreal s Velikim jezerima. No, do 1849. godine izgrađen je sustav ustava kojima su obuzdani brzaci na rijeci sv. Lovrijenca i počeo se koristiti izravniji plovni put koji je povezivao ove gradove.
God. 1925., kanal Rideau je dobio status „kanadske nacionalne povijesne baštine”, a na UNESCO-ova svjetska baština je postao 2007. godine.

## Odlike
Kanal Rideau je bio prvi kanal u svijetu sagrađen isključivo za plovidbu parobrodova. To je bio najveći građevinski poduhvat u kojemu je iskorištena nova europska tehnologija.
Svojom duljinom od 202 km, kanal Rideau prolazi tokom rijeka Rideau i Cataraqui, kao i kroz 16 jezera, uključujući Veliko Rideau jezero, te kroz 19 km vještačkih kanala, 47 ustava, te uz 100 m dugu i 18 visoku branu kod slapova Jones Falls koja je dovršena 1832. god.
Kanalom, u redovitim uvjetima, mogu putovati brodovi duljine do 27,4 m i 6,7 m širine, te gaza do 1,5 m. U posebnim uvjetima prolazili su brodovi i do 33,5 m duljine i širine od 9,1 m. Danas njime upravljaju Kanadski parkovi kao turističkim i rekreacijskim kanalom, a njegove ustave su otvorene za plovidbu od polovice svibnja do polovice kolovoza.

## Poveznice
- Canal du Midi (Francuska)
- Središnji valonski kanal (Belgija)
- Akvedukt Pontcysyllte (Wales, UK)

## Vanjske poveznice
- Parks Canada web site  Arhivirana inačica izvorne stranice od 5. lipnja 2011. (Wayback Machine) (engl.)
- Rideau Canal Waterway (engl.)
- Povijest kanala, izložba u muzeju Bytown (engl.)